# Guerre propre
Une guerre propre serait une guerre sans morts ni blessés.

## Historique
Le concept a d'abord été utilisé dans les cercles militaires. Il répondait à ce qui était perçu comme une réticence croissante de la population des démocraties occidentales à sacrifier des vies dans des opérations de guerre (fussent-elles considérées comme justifiées). Cette réticence était apparue comme particulièrement vive lors de la guerre du Viêt Nam.
Mais sa reprise par la presse grand public lui a retiré une grande part de sa diffusion. Le terme est de plus en plus souvent utilisé avec des guillemets pour illustrer à quel point une guerre n'est pas sans victimes.

Désormais, quand le terme est encore employé, il recouvre plutôt une forme de guerre où les victimes sont en nombre limité et maîtrisé par les forces militaires.